# Anoplius subcylindricus
Anoplius subcylindricus är en stekelart som först beskrevs av Banks.  Anoplius subcylindricus ingår i släktet Anoplius och familjen vägsteklar. Inga underarter finns listade i Catalogue of Life.